# Абрамович, Вячеслав Михайлович
Вячеслав Михайлович Абрамович — рядовой Вооружённых Сил СССР, участник войны в Афганистане, погиб при исполнении служебных обязанностей, кавалер ордена Красной Звезды (посмертно).

## Биография
Вячеслав Михайлович Абрамович родился 1 января 1964 года в городе Меренешты Молдавской Советской Социалистической Республики, по другим данным, в селе Протягайловка (ныне — в черте города Бендеры непризнанной Приднестровской Молдавской Республики), а в Меренештах провёл детство и юность. После окончания десяти классов школы пошёл работал учеником автослесаря на Бендерский автокомбинат.
26 марта 1982 года Абрамович был призван на службу в Вооружённые Силы СССР Слободзейским районным военным комиссариатом Молдавской Советской Социалистической Республики. После прохождения обучения получил воинскую специальность механика-водителя тягача. В июне 1982 года для дальнейшего прохождения службы Абрамович был направлен в состав ограниченного контингента советских войск в Демократической Республике Афганистан.
Участвовал в общей сложности в тринадцати боевых операциях против вооружённых формирований моджахедов. Когда во время очередного боя 17 ноября 1983 года боевая машина командира батареи была подбита. Рядовому Абрамовичу удалось подогнать к ней свой тягач, взять на буксир и оттащить её в безопасное место. При этом он получил тяжёлое ранение, от которого скончался спустя несколько часов.
Похоронен на кладбище села Меренешты Слободзейского района непризнанной Приднестровской Молдавской Республики.
Указом Президиума Верховного Совета СССР рядовой Вячеслав Михайлович Абрамович посмертно был удостоен ордена Красной Звезды.

## Память
- В честь Абрамовича названа улица в Меренештах[2].
- Имя Абрамовича носит Кицканская средняя школа № 2, в которой он учился[2].
- На здании школы установлена мемориальная доска[2].
- В память о Абрамовиче и о его земляках, погибших в Афганистане, регулярно проводятся памятные мероприятия[3].